# Major League Soccer 2021
La Major League Soccer 2021 è stata la ventiseiesima edizione del campionato di calcio nordamericano.
In questa edizione il numero di partecipanti è aumentato da 26 a 27, visto l'ingresso dell'Austin FC. Il torneo è iniziato il 16 aprile 2021 ed è terminato l'11 dicembre dello stesso anno. Il New York City ha vinto il titolo per la prima volta nella propria storia.

## Formula
Le squadre sono divise in due conference, la “Western Conference” e la “Eastern Conference”, in base alla loro posizione geografica. Lo svolgimento del torneo avviene in due fasi: stagione regolare e play-off. Il campionato non si svolge con la formula dell'andata e ritorno ma ogni club incontra gli altri un numero variabile di volte: le squadre della eastern incontrano tre volte sei rivali della propria conference, due volte le restanti sette, più due incontri contro altrettante squadre della western; undici squadre della western incontrano tre volte otto rivali della propria conference, due volte le restanti quattro, più due incontri contro altrettante squadre della eastern; due squadre della western invece incontrano tre volte sette rivali della propria conference, due volte le restanti cinque, più tre incontri contro altrettante squadre della eastern. Tutte le squadre disputano un totale di 34 partite, 17 in casa e 17 fuori. Vengono assegnati tre punti per ogni vittoria e un punto per ogni pareggio. Similmente alle altre grandi leghe americane di sport professionistici, non è prevista alcuna retrocessione né promozione.
Dopo un anno si torna alla formula dei play-off del 2019: la prima classificata di ogni conference si qualifica direttamente per i quarti di finale, mentre le squadre dal secondo al settimo posto disputano un turno preliminare. Tutti i turni si disputano con incontri di sola andata a eliminazione diretta, sul campo della formazione meglio piazzatasi nel corso della stagione regolare.
Si qualificano alla CONCACAF Champions League 2022 la vincitrice della MLS Cup, la vincitrice del Supporters' Shield (cioè la squadra con più punti al termine della stagione regolare) e l'altra vincitrice di conference. La vincitrice della Lamar Hunt U.S. Open Cup, la cui edizione 2021 è stata cancellata, viene sostituita dalla prima squadra non già qualificata della classifica generale. Stesso procedimento se una squadra occupa più di una di queste posizioni o se una posizione utile è occupata da una squadra canadese, visto che queste ultime si qualificano alla Champions League tramite il Canadian Championship.

## Partecipanti
| Club                | Stagione | Città          | Stadio                                                            | Stagione 2020                                       |
| ------------------- | -------- | -------------- | ----------------------------------------------------------------- | --------------------------------------------------- |
| Atlanta United      | dettagli | Atlanta        | Mercedes-Benz Stadium                                             | 12º nella Eastern Conference                        |
| Austin FC           | dettagli | Austin         | Q2 Stadium                                                        | Esordiente                                          |
| Chicago Fire        | dettagli | Chicago        | Soldier Field                                                     | 11º nella Eastern Conference                        |
| FC Cincinnati       | dettagli | Cincinnati     | TQL Stadium                                                       | 14º nella Eastern Conference                        |
| Colorado Rapids     | dettagli | Denver         | Dick's Sporting Goods Park (Commerce City)                        | 5º nella Western Conference                         |
| Columbus Crew       | dettagli | Columbus       | Lower.com Field (dal 03/07) Historic Crew Stadium (fino al 19/06) | 3º nella Eastern Conference Vincitore della MLS Cup |
| FC Dallas           | dettagli | Dallas         | Toyota Stadium (Frisco)                                           | 6º nella Western Conference                         |
| D.C. United         | dettagli | Washington     | Audi Field                                                        | 13º nella Eastern Conference                        |
| Houston Dynamo      | dettagli | Houston        | BBVA Stadium                                                      | 12º nella Western Conference                        |
| Inter Miami         | dettagli | Miami          | Inter Miami CF Stadium (Fort Lauderdale)                          | 10º nella Eastern Conference                        |
| Los Angeles FC      | dettagli | Los Angeles    | Banc of California Stadium                                        | 7º nella Western Conference                         |
| LA Galaxy           | dettagli | Los Angeles    | Dignity Health Sports Park (Carson)                               | 10º nella Western Conference                        |
| Minnesota Utd       | dettagli | Saint Paul     | Allianz Field                                                     | 4º nella Western Conference                         |
| CF Montréal         | dettagli | Montréal       | Stade Saputo                                                      | 9º nella Eastern Conference                         |
| Nashville           | dettagli | Nashville      | Nissan Stadium                                                    | 7º nella Eastern Conference                         |
| N.E. Revolution     | dettagli | Foxborough     | Gillette Stadium                                                  | 8º nella Eastern Conference                         |
| New York City       | dettagli | New York       | Yankee Stadium                                                    | 5º nella Eastern Conference                         |
| N.Y. Red Bulls      | dettagli | New York       | Red Bull Arena (Harrison, NJ)                                     | 6º nella Eastern Conference                         |
| Orlando City        | dettagli | Orlando        | Exploria Stadium                                                  | 4º nella Eastern Conference                         |
| Philadelphia Union  | dettagli | Filadelfia     | Subaru Park (Chester)                                             | Vincitore del MLS Supporters' Shield                |
| Portland Timbers    | dettagli | Portland       | Providence Park                                                   | 3º nella Western Conference                         |
| Real Salt Lake      | dettagli | Salt Lake City | Rio Tinto Stadium (Sandy)                                         | 11º nella Western Conference                        |
| S.J. Earthquakes    | dettagli | San Jose       | PayPal Park                                                       | 8º nella Western Conference                         |
| Seattle Sounders    | dettagli | Seattle        | Lumen Field                                                       | 2º nella Western Conference                         |
| Sporting K.C.       | dettagli | Kansas City    | Children's Mercy Park                                             | 1º nella Western Conference                         |
| Toronto FC          | dettagli | Toronto        | BMO Field                                                         | 2º nella Eastern Conference                         |
| Vancouver Whitecaps | dettagli | Vancouver      | BC Place                                                          | 9º nella Western Conference                         |

### Allenatori
| Club                | Allenatore                                                                                |
| ------------------- | ----------------------------------------------------------------------------------------- |
| Atlanta United      | Gabriel Heinze (fino al 18 luglio) Rob Valentino (interim) Gonzalo Pineda (dal 12 agosto) |
| Austin FC           | Josh Wolff                                                                                |
| Chicago Fire        | Raphaël Wicky (fino al 29 settembre) Frank Klopas (dal 30 settembre)                      |
| FC Cincinnati       | Jaap Stam (fino al 27 settembre) Tyrone Marshall (dal 28 settembre)                       |
| Colorado Rapids     | Robin Fraser                                                                              |
| Columbus Crew       | Caleb Porter                                                                              |
| FC Dallas           | Luchi Gonzalez (fino al 19 settembre) Marco Ferruzzi (dal 20 settembre)                   |
| D.C. United         | Hernán Losada                                                                             |
| Houston Dynamo      | Tab Ramos                                                                                 |
| Inter Miami         | Phil Neville                                                                              |
| Los Angeles FC      | Bob Bradley                                                                               |
| LA Galaxy           | Greg Vanney                                                                               |
| Minnesota Utd       | Adrian Heath                                                                              |
| CF Montréal         | Wilfried Nancy                                                                            |
| Nashville           | Gary Smith                                                                                |
| N.E. Revolution     | Bruce Arena                                                                               |
| New York City       | Ronny Deila                                                                               |
| N.Y. Red Bulls      | Gerhard Struber                                                                           |
| Orlando City        | Óscar Pareja                                                                              |
| Philadelphia Union  | Jim Curtin                                                                                |
| Portland Timbers    | Giovanni Savarese                                                                         |
| Real Salt Lake      | Freddy Juarez (fino al 27 agosto) Pablo Mastroeni (dal 28 agosto)                         |
| S.J. Earthquakes    | Matías Almeyda                                                                            |
| Seattle Sounders    | Brian Schmetzer                                                                           |
| Sporting K.C.       | Peter Vermes                                                                              |
| Toronto FC          | Chris Armas (fino al 4 luglio) Javier Pérez (dal 5 luglio)                                |
| Vancouver Whitecaps | Marc Dos Santos (fino al 27 agosto) Vanni Sartini (dal 28 agosto)                         |

## Classifiche regular season

### Eastern Conference
|  | Pos. | Squadra            | Pt | G  | V  | N  | P  | GF | GS | DR  |
|  | ---- | ------------------ | -- | -- | -- | -- | -- | -- | -- | --- |
|  | 1.   | N.E. Revolution    | 73 | 34 | 22 | 7  | 5  | 65 | 41 | +24 |
|  | 2.   | Philadelphia Union | 54 | 34 | 14 | 12 | 8  | 48 | 35 | +13 |
|  | 3.   | Nashville          | 54 | 34 | 12 | 18 | 4  | 55 | 33 | +22 |
|  | 4.   | New York City      | 51 | 34 | 14 | 9  | 11 | 56 | 36 | +20 |
|  | 5.   | Atlanta United     | 51 | 34 | 13 | 12 | 9  | 45 | 37 | +8  |
|  | 6.   | Orlando City       | 51 | 34 | 13 | 12 | 9  | 50 | 48 | +2  |
|  | 7.   | N.Y. Red Bulls     | 48 | 34 | 13 | 9  | 12 | 39 | 33 | +6  |
|  | 8.   | D.C. United        | 47 | 34 | 14 | 5  | 15 | 56 | 54 | +2  |
|  | 9.   | Columbus Crew      | 47 | 34 | 13 | 8  | 13 | 46 | 45 | +1  |
|  | 10.  | CF Montréal        | 46 | 34 | 12 | 10 | 12 | 46 | 44 | +2  |
|  | 11.  | Inter Miami        | 41 | 34 | 12 | 5  | 17 | 36 | 53 | -17 |
|  | 12.  | Chicago Fire       | 34 | 34 | 9  | 7  | 18 | 36 | 54 | -18 |
|  | 13.  | Toronto FC         | 28 | 34 | 6  | 10 | 18 | 39 | 66 | -27 |
|  | 14.  | FC Cincinnati      | 20 | 34 | 4  | 8  | 22 | 37 | 74 | -37 |

Legenda:
      Ammessa alle semifinali di conference dei play-off.
      Ammesse al primo turno dei play-off.

### Western Conference
|  | Pos. | Squadra             | Pt | G  | V  | N  | P  | GF | GS | DR  |
|  | ---- | ------------------- | -- | -- | -- | -- | -- | -- | -- | --- |
|  | 1.   | Colorado Rapids     | 61 | 34 | 17 | 10 | 7  | 51 | 35 | +16 |
|  | 2.   | Seattle Sounders    | 60 | 34 | 17 | 9  | 8  | 53 | 33 | +20 |
|  | 3.   | Sporting K.C.       | 58 | 34 | 17 | 7  | 10 | 58 | 40 | +18 |
|  | 4.   | Portland Timbers    | 55 | 34 | 17 | 4  | 13 | 56 | 52 | +4  |
|  | 5.   | Minnesota Utd       | 49 | 34 | 13 | 10 | 11 | 42 | 44 | -2  |
|  | 6.   | Vancouver Whitecaps | 49 | 34 | 12 | 13 | 9  | 45 | 45 | 0   |
|  | 7.   | Real Salt Lake      | 48 | 34 | 14 | 6  | 14 | 55 | 54 | +1  |
|  | 8.   | LA Galaxy           | 48 | 34 | 13 | 9  | 12 | 50 | 54 | -4  |
|  | 9.   | Los Angeles FC      | 45 | 34 | 12 | 9  | 13 | 53 | 51 | +2  |
|  | 10.  | S.J. Earthquakes    | 41 | 34 | 10 | 11 | 13 | 46 | 54 | -8  |
|  | 11.  | FC Dallas           | 33 | 34 | 7  | 12 | 15 | 47 | 56 | -9  |
|  | 12.  | Austin FC           | 31 | 34 | 9  | 4  | 21 | 35 | 56 | -21 |
|  | 13.  | Houston Dynamo      | 30 | 34 | 6  | 12 | 16 | 36 | 54 | -18 |

Legenda:
      Ammessa alle semifinali di conference dei play-off.
      Ammesse al primo turno dei play-off.

### Classifica generale
La squadra prima classificata in questa classifica vince il Supporters’ Shield.
|  | Pos. | Squadra             | Pt | G  | V  | N  | P  | GF | GS | DR  |
|  | ---- | ------------------- | -- | -- | -- | -- | -- | -- | -- | --- |
|  | 1.   | N.E. Revolution     | 73 | 34 | 22 | 7  | 5  | 65 | 41 | +24 |
|  | 2.   | Colorado Rapids     | 61 | 34 | 17 | 10 | 7  | 51 | 35 | +16 |
|  | 3.   | Seattle Sounders    | 60 | 34 | 17 | 9  | 8  | 53 | 33 | +20 |
|  | 4.   | Sporting K.C.       | 58 | 34 | 17 | 7  | 10 | 58 | 40 | +18 |
|  | 5.   | Portland Timbers    | 55 | 34 | 17 | 4  | 13 | 56 | 52 | +4  |
|  | 6.   | Philadelphia Union  | 54 | 34 | 14 | 12 | 8  | 48 | 35 | +13 |
|  | 7.   | Nashville           | 54 | 34 | 12 | 18 | 4  | 55 | 33 | +22 |
|  | 8.   | New York City       | 51 | 34 | 14 | 9  | 11 | 56 | 36 | +20 |
|  | 9.   | Atlanta United      | 51 | 34 | 13 | 12 | 9  | 45 | 37 | +8  |
|  | 10.  | Orlando City        | 51 | 34 | 13 | 12 | 9  | 50 | 48 | +2  |
|  | 11.  | Minnesota Utd       | 49 | 34 | 13 | 10 | 11 | 42 | 44 | -2  |
|  | 12.  | Vancouver Whitecaps | 49 | 34 | 12 | 13 | 9  | 45 | 45 | 0   |
|  | 13.  | Real Salt Lake      | 48 | 34 | 14 | 6  | 14 | 55 | 54 | +1  |
|  | 14.  | N.Y. Red Bulls      | 48 | 34 | 13 | 9  | 12 | 39 | 33 | +6  |
|  | 15.  | LA Galaxy           | 48 | 34 | 13 | 9  | 12 | 50 | 54 | -4  |
|  | 16.  | D.C. United         | 47 | 34 | 14 | 5  | 15 | 56 | 54 | +2  |
|  | 17.  | Columbus Crew       | 47 | 34 | 13 | 8  | 13 | 46 | 45 | +1  |
|  | 18.  | CF Montréal         | 46 | 34 | 12 | 10 | 12 | 46 | 44 | +2  |
|  | 19.  | Los Angeles FC      | 45 | 34 | 12 | 9  | 13 | 53 | 51 | +2  |
|  | 20.  | Inter Miami         | 41 | 34 | 12 | 5  | 17 | 36 | 53 | -17 |
|  | 21.  | S.J. Earthquakes    | 41 | 34 | 10 | 11 | 13 | 46 | 54 | -8  |
|  | 22.  | Chicago Fire        | 34 | 34 | 9  | 7  | 18 | 36 | 54 | -18 |
|  | 23.  | FC Dallas           | 33 | 34 | 7  | 12 | 15 | 47 | 56 | -9  |
|  | 24.  | Austin FC           | 31 | 34 | 9  | 4  | 21 | 35 | 56 | -21 |
|  | 25.  | Houston Dynamo      | 30 | 34 | 6  | 12 | 16 | 36 | 54 | -18 |
|  | 26.  | Toronto FC          | 28 | 34 | 6  | 10 | 18 | 39 | 66 | -27 |
|  | 27.  | FC Cincinnati       | 20 | 34 | 4  | 8  | 22 | 37 | 74 | -37 |

Legenda:

      Vincitrice della MLS e qualificata alla CONCACAF Champions League 2022
      Qualificate alla CONCACAF Champions League 2022:
- N.E. Revolution vincitore del Supporters' Shield
- Colorado Rapids primo classificato in Western Conference
- Seattle Sounders miglior classificato fra le squadre non già qualificate
- CF Montréal vincitore del Canadian Championship 2021

In caso di arrivo a pari punti:
1. Maggior numero di vittorie;
2. Differenza reti;
3. Gol fatti;
4. Minor numero di punti disciplinari;
5. Differenza reti in trasferta;
6. Gol fatti in trasferta;
7. Differenza reti in casa;
8. Gol fatti in casa;
9. Lancio della moneta (2 squadre) o estrazione a sorte (3 o più squadre).

## Risultati
|                     | ATL     | AUS     | CHI     | CIN     | COL     | CLB     | DAL     | DCU     | HOU     | MIA     | LAF     | LAG     | MNU     | MTL     | NAS     | NER     | NYC     | NYR     | ORL     | PHI     | POR     | RSL     | SJE     | SEA     | SKC     | TOR     | VAN     |
| ------------------- | ------- | ------- | ------- | ------- | ------- | ------- | ------- | ------- | ------- | ------- | ------- | ------- | ------- | ------- | ------- | ------- | ------- | ------- | ------- | ------- | ------- | ------- | ------- | ------- | ------- | ------- | ------- |
| Atlanta United      |         |         | 3-1     | 4-0     |         | 0-1     |         | 3-2     |         | 1-0 2-1 | 1-0     |         |         | 1-0     | 2-2 0-2 | 0-1     | 1-1     | 0-0     | 3-0     | 2-2     |         |         |         |         |         | 1-0 1-1 |         |
| Austin FC           |         |         |         |         | 0-1     | 0-0     | 3-5     |         | 3-2 2-1 |         | 0-2 1-2 | 2-0     | 0-1     |         |         |         |         |         |         |         | 4-1 3-1 | 2-1     | 0-0 3-4 | 0-1     | 3-1     |         | 1-2     |
| Chicago Fire        | 3-0     |         |         | 0-1     |         | 1-0     |         | 2-2     |         | 1-0     |         |         |         | 0-1     | 0-0     | 2-2 2-3 | 0-0 2-0 | 2-1     | 3-1     | 0-2 3-3 |         | 1-0     |         |         |         | 1-2     |         |
| Cincinnati          | 1-1 1-2 |         | 3-4     |         | 0-2     | 2-2     |         | 0-0     |         | 2-3 0-1 |         |         |         | 0-0     | 3-6     | 0-1     | 1-2     | 0-1     | 1-1 0-1 | 1-2     |         |         |         |         |         | 2-0     |         |
| Colorado Rapids     |         | 1-3 3-0 |         |         |         |         | 3-0 2-0 |         | 3-1     |         | 5-2     | 1-1     | 3-2 2-0 |         |         |         |         |         |         |         | 2-0     | 2-1     | 1-1     | 1-1     | 0-0     | 0-0     | 1-1     |
| Columbus Crew       | 2-3     |         | 2-0     | 3-2     |         |         |         | 3-1 2-4 |         | 4-0     |         |         |         | 2-1     | 0-0     | 2-2     | 2-1     | 2-1 1-2 | 3-2     | 0-0     |         |         |         | 1-2     |         | 2-1     |         |
| FC Dallas           |         | 2-0 2-1 |         |         | 0-0     |         |         |         | 1-1     |         | 2-3     | 4-0     | 1-1 0-0 |         |         | 2-1     |         |         |         |         | 4-1     | 2-2 1-2 | 1-1     | 0-1     | 0-2 1-3 |         | 2-2     |
| D.C. United         | 1-2     |         | 1-0 3-0 | 4-2     |         | 1-3     |         |         |         | 1-0     |         |         | 3-1     | 2-1     | 0-0     | 2-3     | 2-1     | 1-0     | 0-1     | 0-1 3-1 |         |         |         |         |         | 7-1     |         |
| Houston Dynamo      |         | 3-0     |         | 1-1     | 1-3 0-1 |         | 2-2 3-2 |         |         |         | 1-1     | 0-3     | 1-2     |         |         |         |         |         |         |         | 2-2 0-2 | 0-0     | 2-1     | 2-1     | 1-0     |         | 2-1 0-0 |
| Inter Miami         | 1-1     |         | 3-2     | 5-1     |         | 1-0     |         | 0-3     |         |         |         | 2-3     |         | 0-2 2-1 | 2-1 1-5 | 0-5     | 1-3     | 0-4     | 1-2     | 1-1     |         |         |         |         |         | 3-1 3-0 |         |
| Los Angeles FC      |         | 2-0     |         |         | 2-1     |         | 2-0     |         | 1-1     |         |         | 3-3     | 2-2     |         |         |         | 2-1     |         |         |         | 1-2     | 2-1 3-2 | 3-1     | 1-1 3-0 | 1-4 4-0 |         | 2-2 1-1 |
| LA Galaxy           |         | 2-0     |         |         | 1-2     |         | 3-1 2-2 |         | 1-1     |         | 2-1 1-1 |         | 3-3     |         |         |         |         | 3-2     |         |         | 4-1 2-1 | 1-0     | 1-0 1-2 | 1-2     | 0-2     |         | 1-1     |
| Minnesota Utd       |         | 0-1 2-0 |         |         | 1-3     |         | 1-0     |         | 2-0     |         | 1-1     | 0-1 3-0 |         |         |         |         |         |         |         | 3-2     | 2-1     | 1-2     | 2-2     | 1-0     | 0-0 2-1 |         | 1-0     |
| CF Montréal         | 2-2 2-1 |         | 2-0     | 1-2 5-4 |         | 0-0     |         | 0-0     | 2-0     | 1-0     |         |         |         |         | 0-1     | 1-4     | 2-1     | 2-1     | 0-2     | 2-2     |         |         |         |         |         | 4-2 3-1 |         |
| Nashville           | 2-2     | 1-0     | 5-1     | 2-2 3-0 |         | 1-1     |         | 5-2     |         | 0-0     |         |         |         | 2-2 1-1 |         | 2-0     | 3-1     | 1-1     | 1-1 2-2 | 1-0     |         |         |         |         |         | 3-2     |         |
| N.E. Revolution     | 2-1     |         | 2-2     | 4-1     | 1-0     | 1-0 1-1 |         | 1-0 3-2 |         | 0-1     |         |         |         | 2-1     | 0-0     |         | 2-1     | 3-1 3-2 | 2-1     | 2-1     |         |         |         |         |         | 2-3     |         |
| New York City       | 1-0     |         | 1-0     | 5-0     |         | 1-2 4-1 | 3-3     | 2-1 6-0 |         | 2-0     |         |         |         | 1-0     | 0-0     | 2-3 2-0 |         | 0-1     | 5-0     | 1-1     |         |         |         |         |         | 1-1     |         |
| N.Y. Red Bulls      | 0-0     |         | 2-0 0-1 | 0-0     |         | 1-0     |         | 1-1     |         | 1-0     |         |         |         | 1-0     | 2-0     | 2-3     | 1-1 1-0 |         | 2-1     | 1-1     |         | 1-2     | 2-0     |         |         |         |         |
| Orlando City        | 0-0 3-2 |         | 1-0     | 3-0     |         | 3-2     |         | 2-1     |         | 1-1 0-0 |         |         |         | 2-4 1-1 | 1-1     | 2-2     | 1-1     | 1-2     |         | 2-1     |         |         | 5-0     |         |         | 1-0     |         |
| Philadelphia Union  | 1-0     |         | 1-1     | 2-0     |         | 1-0 3-0 |         | 2-1     |         | 1-2     |         |         |         | 1-1     | 1-0     | 1-1 0-1 | 0-2 1-0 | 1-0     | 3-1     |         | 3-0     |         |         |         |         | 3-0     |         |
| Portland Timbers    |         | 3-0     |         |         | 2-2     |         | 1-0     |         | 2-1     | 1-0     | 2-1     | 3-0     | 0-1     |         |         |         |         |         |         |         |         | 3-2 6-1 | 1-1 2-0 | 1-2 2-6 | 2-1     |         | 2-3     |
| Real Salt Lake      |         | 1-0     |         |         | 3-0 3-1 |         | 3-2     |         | 1-1 2-1 |         | 0-1     | 2-2 2-1 | 1-1     |         | 0-0     |         |         |         |         |         | 1-3     |         | 1-2 3-4 | 1-0     | 3-1     |         | 3-1     |
| S.J. Earthquakes    |         | 4-0     |         |         | 0-1     |         | 3-1 1-1 | 4-1     | 1-1     |         | 2-1 2-0 | 1-3     | 1-1     |         |         |         |         |         |         |         | 0-2     | 3-4     |         | 0-1 1-3 | 1-3     |         | 0-0 1-1 |
| Seattle Sounders    | 1-1     | 0-0     |         |         | 3-0     |         | 1-1     |         | 2-0     |         | 2-0     | 3-0 1-1 | 4-0 1-0 |         |         |         |         |         |         |         | 0-2     | 2-1     | 0-1     |         | 1-3 1-2 |         | 2-2 4-1 |
| Sporting K.C.       |         | 2-1 1-1 | 2-0     |         | 3-1 1-1 |         | 1-2     |         | 3-2 4-2 |         | 2-1     | 2-0     | 4-0     |         |         |         |         |         | 1-1     |         | 1-1     | 0-1     | 1-1     | 1-2     |         |         | 3-0     |
| Toronto FC          | 0-2     |         | 3-1     | 0-2 3-2 |         | 2-0     |         | 1-3     |         | 0-1     |         |         |         | 1-1     | 1-1 2-1 | 1-2     | 2-2     | 1-1     | 2-3 1-1 | 2-2     |         |         |         |         |         |         | 2-2     |
| Vancouver Whitecaps |         | 2-1     |         |         | 0-1     |         | 1-0     |         | 0-0     |         | 2-1     | 1-2 2-1 | 2-2 2-1 | 2-0     |         |         |         |         |         |         | 1-0 0-1 | 0-4 4-1 | 3-0     | 1-1     | 2-1     |         |         |

### MLS All-Star Game
| Arbitro: | Armando Villareal |

|                                   |                      |                                     |
| Murillo 53’                       | Marcatori            | 20’ Rodriguez                       |
| Kreilach Salloi Atuesta Nani Pepi | Tiri di rigore 3 – 2 | Sambueza Funes Mori Lira Reyes Romo |

## Play-off

### Tabellone
|  | Primo turno | Primo turno              | Primo turno |  |    | Semifinali di Conference | Semifinali di Conference | Semifinali di Conference |  |    | Finali di Conference | Finali di Conference | Finali di Conference |  |    | Finale MLS       | Finale MLS    | Finale MLS |
|  |             |                          |             |  |    |                          |                          |                          |  |    |                      |                      |                      |  |    |                  |               |            |
|  |             |                          |             |  |    | W1                       | Colorado Rapids          | 0                        |  |    |                      |                      |                      |  |    |                  |               |            |
|  |             |                          |             |  |    | W1                       | Colorado Rapids          | 0                        |  |    |                      |                      |                      |  |    |                  |               |            |
|  |             |                          |             |  |    | W4                       | Portland Timbers         | 1                        |  |    |                      |                      |                      |  |    |                  |               |            |
|  | W4          | Portland Timbers         | 3           |  |    | W4                       | Portland Timbers         | 1                        |  |    |                      |                      |                      |  |    |                  |               |            |
|  | W4          | Portland Timbers         | 3           |  |    |                          |                          |                          |  |    |                      |                      |                      |  |    |                  |               |            |
|  | W5          | Minnesota Utd            | 1           |  |    |                          |                          |                          |  |    |                      |                      |                      |  |    |                  |               |            |
|  | W5          | Minnesota Utd            | 1           |  |    |                          |                          |                          |  | W4 | Portland Timbers     | 2                    |                      |  |    |                  |               |            |
|  |             |                          |             |  |    |                          |                          |                          |  | W4 | Portland Timbers     | 2                    |                      |  |    |                  |               |            |
|  |             |                          |             |  |    |                          |                          |                          |  |    | W7                   | Real Salt Lake       | 0                    |  |    |                  |               |            |
|  | W3          | Sporting K.C.            | 3           |  |    |                          |                          |                          |  |    | W7                   | Real Salt Lake       | 0                    |  |    |                  |               |            |
|  | W3          | Sporting K.C.            | 3           |  |    |                          |                          |                          |  |    |                      |                      |                      |  |    |                  |               |            |
|  | W6          | Vancouver Whitecaps      | 1           |  |    |                          |                          |                          |  |    |                      |                      |                      |  |    |                  |               |            |
|  | W6          | Vancouver Whitecaps      | 1           |  | W3 | Sporting K.C.            | 1                        |                          |  |    |                      |                      |                      |  |    |                  |               |            |
|  |             |                          |             |  |    |                          |                          |                          |  |    |                      |                      |                      |  |    |                  |               |            |
|  |             |                          |             |  |    | W7                       | Real Salt Lake           | 2                        |  |    |                      |                      |                      |  |    |                  |               |            |
|  | W2          | Seattle Sounders         | 0 (5)       |  |    |                          |                          |                          |  |    |                      |                      |                      |  |    |                  |               |            |
|  | W2          | Seattle Sounders         | 0 (5)       |  |    |                          |                          |                          |  |    |                      |                      |                      |  |    |                  |               |            |
|  | W7          | Real Salt Lake (dtr)     | 0 (6)       |  |    |                          |                          |                          |  |    |                      |                      |                      |  |    |                  |               |            |
|  | W7          | Real Salt Lake (dtr)     | 0 (6)       |  |    |                          |                          |                          |  |    |                      |                      |                      |  | W4 | Portland Timbers | 1 (2)         |            |
|  |             |                          |             |  |    |                          |                          |                          |  |    |                      |                      |                      |  | W4 | Portland Timbers | 1 (2)         |            |
|  |             |                          |             |  |    |                          |                          |                          |  |    |                      |                      |                      |  |    | E4               | New York City | 1 (4)      |
|  | E2          | Philadelphia Union (dts) | 1           |  |    |                          |                          |                          |  |    |                      |                      |                      |  |    | E4               | New York City | 1 (4)      |
|  | E2          | Philadelphia Union (dts) | 1           |  |    |                          |                          |                          |  |    |                      |                      |                      |  |    |                  |               |            |
|  | E7          | N.Y. Red Bulls           | 0           |  |    |                          |                          |                          |  |    |                      |                      |                      |  |    |                  |               |            |
|  | E7          | N.Y. Red Bulls           | 0           |  | E2 | Philadelphia Union (dtr) | 1 (2)                    |                          |  |    |                      |                      |                      |  |    |                  |               |            |
|  |             |                          |             |  | E2 | Philadelphia Union (dtr) | 1 (2)                    |                          |  |    |                      |                      |                      |  |    |                  |               |            |
|  |             |                          |             |  |    | E3                       | Nashville                | 1 (0)                    |  |    |                      |                      |                      |  |    |                  |               |            |
|  | E3          | Nashville                | 3           |  |    |                          |                          |                          |  |    |                      |                      |                      |  |    |                  |               |            |
|  | E3          | Nashville                | 3           |  |    |                          |                          |                          |  |    |                      |                      |                      |  |    |                  |               |            |
|  | E6          | Orlando City             | 1           |  |    |                          |                          |                          |  |    |                      |                      |                      |  |    |                  |               |            |
|  | E6          | Orlando City             | 1           |  |    |                          |                          |                          |  | E2 | Philadelphia Union   | 1                    |                      |  |    |                  |               |            |
|  |             |                          |             |  |    |                          |                          |                          |  | E2 | Philadelphia Union   | 1                    |                      |  |    |                  |               |            |
|  |             |                          |             |  |    |                          |                          |                          |  |    | E4                   | New York City        | 2                    |  |    |                  |               |            |
|  |             |                          |             |  |    |                          |                          |                          |  |    | E4                   | New York City        | 2                    |  |    |                  |               |            |
|  |             |                          |             |  |    |                          |                          |                          |  |    |                      |                      |                      |  |    |                  |               |            |
|  |             |                          |             |  |    |                          |                          |                          |  |    |                      |                      |                      |  |    |                  |               |            |
|  |             |                          |             |  |    | E1                       | N.E. Revolution          | 2 (3)                    |  |    |                      |                      |                      |  |    |                  |               |            |
|  |             |                          |             |  |    | E1                       | N.E. Revolution          | 2 (3)                    |  |    |                      |                      |                      |  |    |                  |               |            |
|  |             |                          |             |  |    | E4                       | New York City (dtr)      | 2 (5)                    |  |    |                      |                      |                      |  |    |                  |               |            |
|  | E4          | New York City            | 2           |  |    | E4                       | New York City (dtr)      | 2 (5)                    |  |    |                      |                      |                      |  |    |                  |               |            |
|  | E4          | New York City            | 2           |  |    |                          |                          |                          |  |    |                      |                      |                      |  |    |                  |               |            |
|  | E5          | Atlanta United           | 0           |  |    |                          |                          |                          |  |    |                      |                      |                      |  |    |                  |               |            |
|  | E5          | Atlanta United           | 0           |  |    |                          |                          |                          |  |    |                      |                      |                      |  |    |                  |               |            |

### Primo turno
| Arbitro: | Fotis Bazakos |

|                |           |  |
| Glesnes 120+3’ | Marcatori |  |

| Arbitro: | Alan Kelly |

|                                         |           |                   |
| Shelton 17’ Isimat-Mirin 45+3’ Zusi 58’ | Marcatori | 39’ (rig.) Dájome |

| Arbitro: | Armando Villarreal |

|                             |           |               |
| Mabiala 43’ Blanco 47’, 66’ | Marcatori | 11’ Fragapane |

| Arbitro: | Chris Penso |

|                             |           |  |
| Castellanos 49’ Callens 53’ | Marcatori |  |

| Arbitro: | Ismail Elfath |

|                              |           |          |
| Mukhtar 21’, 74’ Cádiz 90+4’ | Marcatori | 14’ Dike |

| Arbitro: | Joseph Dickerson |

|                                           |                      |                                       |
| Ruidíaz Paulo Cissoko Roldan Lodeiro Rowe | Tiri di rigore 5 – 6 | Herrera Ruíz Kreilach Wood Silva Glad |

### Semifinali di Conference
| Arbitro: | Ted Unkel |

|  |           |             |
|  | Marcatori | 90’ Mabiala |

| Arbitro: | Kevin Stott |

|                    |           |                      |
| Russell 24’ (rig.) | Marcatori | 72’ Julio 90+1’ Wood |

| Arbitro: | Allen Chapman |

|                        |                      |                              |
| Gazdag 45+2’           | Marcatori            | 38’ Mukhtar                  |
| Elliott Santos McGlynn | Tiri di rigore 2 – 0 | Mukhtar Godoy Muyl Zimmerman |

| Arbitro: | Drew Fischer |

|                         |                      |                                         |
| Buksa 9’ Buchanan 118’  | Marcatori            | 3’ Rodríguez 109’ Castellanos           |
| Gil Buksa Bunbury Jones | Tiri di rigore 3 – 5 | Morales Andrade Tajouri Morález Callens |

### Finali di Conference
| Arbitro: | Alan Kelly |

|                    |           |  |
| Mora 5’ Moreno 61’ | Marcatori |  |

| Arbitro: | Ted Unkel |

|                    |           |                              |
| Callens 63’ (aut.) | Marcatori | 65’ Morález 88’ Talles Magno |

### Finale MLS
| Arbitro: | Armando Villarreal |

|                            |                      |                                                  |
| Mora 90+4’                 | Marcatori            | 41’ Castellanos                                  |
| Mora Valeri Moreno Paredes | Tiri di rigore 2 – 4 | Castellanos Morales Morález Talles Magno Callens |

## Statistiche

### Classifica marcatori regular season
| Gol | Rigori |  | Giocatore            | Squadra          |
| --- | ------ |  | -------------------- | ---------------- |
| 19  | 4      |  | Valentín Castellanos | New York City    |
| 19  | 9      |  | Ola Kamara           | D.C. United      |
| 17  | 1      |  | Javier Hernandez     | LA Galaxy        |
| 17  | 4      |  | Raul Ruidiaz         | Seattle Sounders |
| 16  | 0      |  | Adam Buksa           | N.E. Revolution  |
| 16  | 0      |  | Damir Kreilach       | Real Salt Lake   |
| 16  | 0      |  | Daniel Salloi        | Sporting K.C.    |
| 16  | 1      |  | Hany Mukhtar         | Nashville        |
| 15  | 1      |  | Gustavo Bou          | N.E. Revolution  |
| 15  | 3      |  | Johnny Russell       | Sporting K.C.    |

(fonte: mlssoccer.com)